# 長い夢 (YUKIの曲)
「長い夢」（ながいゆめ）は、YUKIの10枚目のシングル。

## 解説
この曲は（2005年3月に1歳11ヶ月で急死した）「息子のことを想って書いた曲」であるという噂話があるが、実際にはYUKIの長男が亡くなる以前に曲は完成していた。（リリースのタイミング、初披露のタイミング等々から噂話は真実ではない可能性が高い。）
当初、HMVなどで発表されていたタイトルは「バイバイ」であったが、あまりにも彼女の不幸を想起させるようなものだったためか「長い夢」に変更された。
PVは、YUKIの公式ホームページから誕生したキャラクター「ゆきんこ」を主人公とする童話風のCGアニメーション作品となっており、YUKI本人は登場しない。

## 収録曲
1. 長い夢
  - 作詞：YUKI／作曲・編曲：蔦谷好位置
  - ソニー・エリクソン・モバイルコミュニケーションズ『au W31S』CMソング
2. 長い夢 -HARCO REMIX-
3. 長い夢 -Instrumental-

## 収録アルバム
- Wave（#1）
- five-star（#1）
- POWERS OF TEN（#1）